# Gmina Östra Göinge
Gmina Östra Göinge (szw. Östra Göinge kommun) – gmina w Szwecji, w regionie Skania, z siedzibą w Broby.
Pod względem zaludnienia Östra Göinge jest 159. gminą w Szwecji. Zamieszkuje ją 13 978 osób, z czego 49,59% to kobiety (6932) i 50,41% to mężczyźni (7046). W gminie zameldowanych jest 366 cudzoziemców. Na każdy kilometr kwadratowy przypada 32,15 mieszkańca. Pod względem wielkości gmina zajmuje 187. miejsce.